# Paweł Gać
Paweł Gać – polski radiolog, profesor doktor habilitowany nauk medycznych, nauczyciel akademicki Uniwersytetu Medycznego im. Piastów Śląskich we Wrocławiu.

## Życiorys
W 2010 roku ukończył studia na wydziale lekarskim Uniwersytetu Medycznego im. Piastów Śląskich we Wrocławiu, uzyskując tytuł lekarza. W 2013 roku na tej samej uczelni uzyskał stopień naukowy doktora na podstawie rozprawy Analiza wpływu nikotyny na parametry zapisu holterowskiego u chorych z nadciśnieniem tętniczym. W 2018 roku uzyskał habilitację. W 2024 roku prezydent Andrzej Duda nadał mu tytuł profesora nauk medycznych.
Od 2016 roku jest pracownikiem Uniwersytetu Medycznego im. Piastów Śląskich we Wrocławiu, gdzie pełnił funkcję kierownika Katedry i Zakładu Higieny UMW i p.o. kierownika Zakładu Zdrowia Środowiskowego i Medycyny Pracy Katedry Zdrowia Populacyjnego UMW; obecnie p.o. kierownika Katedry i Zakładu Zdrowia Środowiskowego,  Medycyny Pracy i Epidemiologii UMW. Prowadził zajęcia dydaktyczne także w Karkonoskiej Akademii Nauk Stosowanych w Jeleniej Górze.
W 2014 roku otrzymał Nagrodę Rektora UMW we Wrocławiu za rozprawę doktorską, wielokrotnie otrzymywał nagrodę zespołową rektora. 3-krotnie  otrzymał Medal Polskiej Akademii Nauk Oddziału we Wrocławiu. W 2019 roku otrzymał Nagrodę Polskiego Lekarskiego Towarzystwa Radiologicznego i Nagrodę Indywidualną II stopnia Polskiego Lekarskiego Towarzystwa Radiologicznego.